# Restrictieve overeenkomsten (Europese Unie)
De term restrictieve overeenkomsten is een overkoepelend begrip in de Europese Unie om te wijzen op kartelafspraken en andere overeenkomsten die de vrije mededinging in de Europese interne markt beperken. Artikel 101 van het Verdrag betreffende de werking van de Europese Unie stelt een principieel verbod in op zo'n praktijken. Op deze regel bestaan er uitzonderingen en vrijstellingen.
Voorbeelden van restrictieve praktijken zijn prijsafspraken, verkoopverboden, exclusiviteitsbedingen, marktverdelingen enz.
Deze afspraken en kartels zijn verboden om de ondernemingen ertoe aan te zetten met elkaar te concurreren, ze aan te moedigen om nieuwe of betere producten en diensten te ontwikkelen, tegen competitieve prijzen, ten voordele van de consumenten.

## Artikel 101 VWEU
Artikel 101 VWEU luidt:

1. Onverenigbaar met de interne markt en verboden zijn alle overeenkomsten tussen ondernemingen, alle besluiten van ondernemersverenigingen en alle onderling afgestemde feitelijke gedragingen welke de handel tussen lidstaten ongunstig kunnen beïnvloeden en ertoe strekken of ten gevolge hebben dat de mededinging binnen de interne markt wordt verhinderd, beperkt of vervalst en met name die welke bestaan in:
(a) het rechtstreeks of zijdelings bepalen van de aan- of verkoopprijzen of van andere contractuele voorwaarden;
(b) het beperken of controleren van de productie, de afzet, de technische ontwikkeling of de investeringen;
(c) het verdelen van de markten of van de voorzieningsbronnen;
(d) het ten opzichte van handelspartners toepassen van ongelijke voorwaarden bij gelijkwaardige prestaties, hun daarmede nadeel berokkenend bij de mededinging;
(e) het afhankelijk stellen van het sluiten van overeenkomsten van de aanvaarding door de handelspartners van bijkomende prestaties welke naar hun aard of volgens het handelsgebruik geen verband houden met het onderwerp van deze overeenkomsten.
2. De krachtens dit artikel verboden overeenkomsten of besluiten zijn van rechtswege nietig.
3. De bepalingen van lid 1 van dit artikel kunnen echter buiten toepassing worden verklaard
– voor elke overeenkomst of groep van overeenkomsten tussen ondernemingen,
– voor elk besluit of groep van besluiten van ondernemersverenigingen, en
– voor elke onderling afgestemde feitelijke gedraging of groep van gedragingen die bijdragen tot verbetering van de productie of van de verdeling der producten of tot verbetering van de technische of economische vooruitgang, mits een billijk aandeel in de daaruit voortvloeiende voordelen de gebruikers ten goede komt, en zonder nochtans aan de betrokken ondernemingen
a. beperkingen op te leggen welke voor het bereiken van deze doelstellingen niet onmisbaar zijn,
b. de mogelijkheid te geven, voor een wezenlijk deel van de betrokken producten de mededinging uit te schakelen.

Om een gedraging tussen ondernemingen te kwalificeren als een restrictieve praktijk als artikel 101 VWEU, moet voldaan worden aan vier voorwaarden:
1. het moet gaan om ondernemingen;
2. het moet gaan om een overeenkomst, een besluit van een ondernemingsvereniging of een onderling afgestemde feitelijke gedraging;
3. die de mededinging voelbaar beperken;
4. met een Uniedimensie.

In Courage tegen Crehan heeft het Hof van Justitie geoordeeld dat artikel 101 VWEU rechtstreekse horizontale werking heeft, hetgeen inhoudt dat individuen dit artikel rechtstreeks kunnen inroepen voor de nationale rechter en zelfs schadevergoeding kunnen vorderen voor een inbreuk erop.

## Toepassing Europees mededingingsrecht
Het EU mededingingsrecht is enkel van toepassing op ondernemingen voor overeenkomsten, besluiten van ondernemingsverenigingen en onderlinge afgestemde feitelijke gedragingen die worden geïmplementeerd in de Europese Unie, zelfs indien de overeenkomst zelf werd gesloten buiten de EU. Het begrip 'onderneming' wordt autonoom geïnterpreteerd door het Hof van Justitie. 
In het Europees mededingingsrecht is sprake van een onderneming wanneer een entiteit een economische activiteit uitoefent. Hierbij is het niet van belang of de entiteit rechtspersoonlijkheid heeft of niet. 

### Entiteit
In de context van artikel 101 VWEU moeten er meerdere van elkaar zelfstandige ondernemingen zijn. Wanneer een moedervennootschap samen met haar dochtervennootschap een economische eenheid vormt waarbinnen de dochter over geen enkele zelfstandigheid beschikt om haar eigen marktgedrag te bepalen, is artikel 101 VWEU niet van toepassing omdat niet is voldaan aan de vereiste van een pluraliteit van ondernemingen. In zo'n geval geldt intragroepsimmuniteit.
Zelfstandigen worden gezien als een aparte entiteit en dus als een aparte onderneming. Schijnzelfstandigen worden geherkwalificeerd naar werknemers en maken geen aparte entiteit uit. Om te beoordelen of een werknemer schijnzelfstandige is, moet men kijken naar of die persoon onder leiding van zijn werkgever handelt, of hij de vrijheid heeft om zijn tijdschema en de plaats en inhoud van het werk te kiezen en of hij zelf geen commerciële of financiële risico's draagt.
Vakverenigingsactiviteiten (bijvoorbeeld het afsluiten van een collectieve arbeidsovereenkomst) worden vrijgesteld.

### Economische activiteit
In principe wordt elke activiteit gezien als een economische activiteit en zijn er geen uitgesloten sectoren.
Sommige activiteiten zijn echter nooit economisch aangezien ze zo nauw verbonden zijn met de uitoefening van overheidsgezag. Luchtverkeerscontrole, controle op vervuiling in de haven, de uitvoering van Europese richtlijnen en een openbaar onderwijsstelsel dat volledig of hoofdzakelijk uit overheidsmiddelen wordt gefinancierd worden niet beschouwd als economische activiteiten. Socialezekerheidsinstellingen voeren slechts economische activiteiten uit in zoverre ze niet concurreren met andere instellingen.

## Gedrag
Het gestelde gedrag moet gaan over een overeenkomst, een besluit van een ondernemingsvereniging of een onderling afgestemde feitelijke gedraging waarbij er sprake is van collusie (een "meeting of minds").
Unilateraal gedrag valt niet onder het toepassingsgebied van artikel 101, maar kan, indien voldaan aan de voorwaarden, vallen onder artikel 102 VWEU (misbruik van machtspositie).
In zeer specifieke omstandigheden kan ook overheidsoptreden vallen onder artikel 101 VWEU niettegenstaande het mededingingsrecht strikt gezien enkel van toepassing is op ondernemingen.
Het gedrag moet leiden tot een verlies van zelfstandigheid.

### Overeenkomst
Het is irrelevant of de overeenkomst horizontaal (tussen concurrenten) of verticaal (tussen bijvoorbeeld producenten en distributeurs) is. Evenwel is men strenger voor horizontale overeenkomsten. Hub and spoke-kartels vallen eveneens onder artikel 101, waarbij het gaat om een indirecte communicatie tussen horizontale ondernemingen die tot stand komt door de verticale leverancier of distributeur. Een voorbeeld hiervan is een producent die optreedt als agent voor een niet uitgesproken kartel. 
Facilitators van een kartel, bijvoorbeeld een consultancybureau, kunnen eveneens veroordeeld worden tot een boete wegens schending van artikel 101.

### Besluit ondernemingsvereniging
De achterliggende ratio hierbij is dat indien ondernemingen zelf geen restrictieve overeenkomst kunnen sluiten, zij aan hun ondernemingsvereniging zouden kunnen verzoeken om een potentieel restrictieve overeenkomst over te nemen in een besluit.
Hierbij is het doorslaggevend dat het besluit het vermogen heeft om de leden te beïnvloeden. 
Een besluit van een beroepsorde waarbij de beoefenaars een minimumereloon wordt opgelegd, is strijdig met artikel 101 VWEU.

### Onderling afgestemde feitelijke gedragingen
Een onderling afgestemde feitelijke gedraging wordt omschreven als een "coördinatie tussen ondernemingen die, zonder dat het tot een  overeenkomst komt, de risico's van onderlinge concurrentie welbewust vervangt door een feitelijke samenwerking". De termen 'coördinatie' en 'samenwerking' moeten worden verstaan in het licht van de idee dat iedere ondernemer zelfstandig moet bepalen welk beleid hij voert op de markt.
Een voorbeeld hiervan zijn twee nabijgelegen tankstations die telkens de prijzen afstemmen op elkaar.
Een moeilijk punt in dit verband is om dit gedrag af te scheiden van rationeel economisch parallel marktgedrag. Het Hof van Justitie heeft geoordeeld dat er sprake is van een onderling afgestemde feitelijke gedraging indien de Commissie kan aantonen dat er geen enkele andere plausibele verklaring is voor het gedrag. Werd evenwel commercieel gevoelige informatie uitgewisseld, dan draait deze bewijslast om en dienen de ondernemingen aan te tonen dat ze met deze informatie niets hebben gedaan, wat niettemin een quasi onmogelijk te leveren bewijs is.

### Overheidsoptreden
Een lidstaat mag een voorafbestaand kartel niet overnemen en opleggen door bijvoorbeeld een kartelovereenkomst, die absoluut nietig is onder artikel 101, tweede lid VWEU, te kopiëren in haar wetgeving.
Evenmin mag een lidstaat ondernemingen aanmoedigen een kartel te vormen of de effecten van een kartel te bestendigen of versterken.

## Gevolg
Het gevolg van de gedraging moet zijn dat de mededinging voelbaar wordt beperkt. Dit betreft een de minimis-regel.
Er wordt een onderscheid gemaakt tussen:
- strekking- of doelbeperkingen: de intentie om de mededinging te verstoren volstaat om artikel 101 te schenden. Hierbij draagt de Commissie een lichte bewijslast en moet ze enkel de intentie aantonen zonder een onderzoek te voeren naar de effecten van het gedrag op de markt.[16]
- gevolg- of effectbeperkingen: het eigenlijke gevolg op de markt van het gedrag is mededingingsbeperkend. De bewijslast van de Commissie is hier veel zwaarder aangezien ze een jarenlang onderzoek dient te voeren naar de eigenlijke effecten op de markt.

De zogenaamde hardcorerestricties (prijsafspraken, marktverdelingen, actieve en passieve verkoopverboden ...) zijn in ieder geval strekkingbeperkingen. Het Hof van Justitie oordeelde dat gedragingen die zo kwaadaardig zijn dat de effecten op de markt niet moeten worden onderzocht, eveneens strekkingbeperkingen zijn. Er dient een zodanig groot risico op een negatieve beïnvloeding van de prijs, hoeveelheid en kwaliteit van de producten te zijn.

## Uniedimensie
De handel tussen de lidstaten moet worden beïnvloed. Dit betreft eveneens een de minimis-regel. Deze voorwaarde geldt slechts voor gevolgrestricties en niét op doelbeperkingen.
Een gedraging wordt geacht de handel tussen de lidstaten te beïnvloeden indien het gezamenlijk marktaandeel 5, 10 of 15 % overstijgt, naargelang het geval.

## Uitzonderingen

### Artikel 101, lid 3
Artikel 101, derde lid VWEU voorziet in een viertal voorwaarden waarvan de vervulling kan leiden tot een uitzondering op artikel 101, eerste lid VWEU. Is het derde lid van toepassing, dan wil dit niet zeggen dat de gedraging niet meer valt onder het eerste lid, maar dat het wordt uitgezonderd van een boete.
1. er wordt bijgedragen tot de verbetering van de productie of van de productieverdeling of tot de verbetering van technische of economische vooruitgang;
2. een billijk aandeel van de voordelen gaan naar de gebruiker;
3. het gedrag is proportioneel ten aanzien van het nagestreefde doel;
4. het gedrag mag niet alle mededinging uitsluiten.

### Groepsvrijstellingsverordening
Indien de groepsvrijstellingsverordening, die rechtstreekse werking heeft, van toepassing is, moet deze worden toegepast vóór artikel 101, derde lid VWEU. Indien de verordening niet van toepassing is, kan alsnog een beroep worden gedaan op artikel 101, derde lid VWEU.
De groepsvrijstellingsverordening is slechts van toepassing op verticale restricties indien het marktaandeel van zowel de leverancier als de afnemer lager is dan 30 %.

#### Hardcorerestricties
Hardcorerestricties worden niet vrijgesteld. Hardcorerestricties zijn:
- beperkingen van de mogelijkheid van de afnemer om zijn verkoopprijs vast te stellen;
- bepaalde, maar toch niet alle beperkingen van het gebied waarin men goederen of diensten mag verkopen;
- beperkingen op de actieve of passieve verkoop aan eindgebruikers door de leden van een selectief distributiesysteem die op het detailhandelsniveau werkzaam zijn;
- beperkingen op de onderlinge leveringen tussen distributeurs binnen een selectief distributiesysteem, zelfs al zijn de distributeurs op verschillende handelsniveaus werkzaam;
- de tussen een leverancier van componenten en de afnemer gesloten beperkingen op de mogelijkheden van de leverancier om de componenten als vervangingsonderdelen te verkopen aan eindgebruikers of aan herstellers e.d. aan wie de afnemer niet het herstel of onderhoud van zijn goederen heeft toevertrouwd.

#### Uitgesloten beperkingen
De volgende contractuele verplichtingen in principe worden uitdrukkelijk uitgesloten van het toepassingsgebied van de groepsvrijstellingsverordening:
- niet-concurrentiebedingen die een duur van vijf jaar overschrijden met inbegrip van bedingen van onbepaalde duur en bedingen die na een termijn van vijf jaar stilzwijgend verlengbaar zijn;
- bedingen die de afnemer beletten om na het einde van de overeenkomst geen goederen of diensten te produceren, te kopen, te verkopen of weder te verkopen;
- bedingen die ertoe leiden dat de leden van een selectief distributiestelsel de merken van bepaalde concurrerende leveranciers niet verkopen.

## Procedure

### Vooronderzoek
In de fase van het vooronderzoek krijgt de Commissie lucht van een mogelijke inbreuk op het mededingingsrecht, vaak ten gevolge van een formele of informele klacht. Een informele klacht houdt in dat de identiteit van de klachtlegger enkel bekend is voor de Commissie zonder dat de Commissie verplicht is om de klacht te onderzoeken. De Commissie kan de klacht seponeren en zelfs doen alsof de klacht niet bestaat.
Een andere mogelijkheid bestaat erin dat de Commissie een met het mededingsrecht strijdige praktijk ontwaart door een sectoronderzoek of per toeval.
Het gros van de zaken komt echter boven water door clementie waarbij bijvoorbeeld een deelnemer aan een kartel klikt.
In het vooronderzoek gaat de Commissie dus na welke zaken prioritair zijn en of ze de zaak wel neemt. Deze fase duurt ongeveer zes maanden lang.

### Onderzoeksfase
Tijdens de onderzoeksfase onderzoekt de Commissie of er sprake is van een inbreuk op het mededingingsrecht. Deze fase duurt ongeveer twee à drie jaar.
De Commissie kan de betrokken onderneming(en) om inlichtingen verzoeken en verklaringen opnemen. Daarnaast beschikt de Commissie over allerlei inspectiebevoegdheden. Zo kan ze huiszoekingen doen bij de ondernemingen, hun boeken inkijken, lokalen verzegelen enz. De Commissie kan eveneens huiszoekingen verrichten bij directeuren, bestuurders en andere personeelsleden, hun gsm's en laptops inkijken e.d. Het geven van onjuiste of misleidende inlichtingen, zegelverbreking en het niet geven van een volledige inzage in de boeken of lokalen kan worden beboet met een bedrag gelijk aan 1 % van de totale omzet. De Commissie kan ook dwangsommen opleggen.
De Commissie moet evenwel steeds het voorwerp en het doel van de inspectie nauwkeurig bepalen en mag dit mandaat niet te buiten gaan.

### Daadwerkelijke procedure
In de daadwerkelijke procedure zendt de Commissie haar punten van bezwaar naar de onderneming(en). Daarin vermeldt de Commissie welke inbreuken ze heeft vastgesteld. De punten van bezwaar bakenen het geding af en de Commissie mag deze grenzen niet te buiten gaan. De punten van bezwaar zijn ook relevant omdat ze de onderneming(en) toegang verschaffen tot het dossier. De betrokken onderneming(en) krijgen vervolgens twee maanden om hierop te reageren. Deze periode wordt gevolgd door een zitting, geleid door een hearing officer, een onpartijdige Commissiefunctionaris.

### Beschikking
Na het einde van de procedure neemt de Commissie een beschikking. Daarin staat het bedrag van de boete, de inbreuken die de Commissie heeft vastgesteld en de onderliggende argumentatie om tot het besluit te komen. Tegen deze beschikking kan hoger beroep worden ingesteld bij het Gerecht en vervolgens eventueel bij het Hof van Justitie.

## Sancties
Ondernemingen die een inbreuk plegen op artikel 101 of 102 VWEU, kunnen beboet worden door de Europese Commissie op basis van artikel 23 van de Verordening nr. 1/2003 van de Raad van 16 december 2002 betreffende de uitvoering van de mededingingsregels van de artikelen 81 en 82 van het Verdrag. In diezelfde verordening staat eveneens de procedure beschreven, alsook de vergaande bevoegdheden van de Commissie (inspectiebevoegdheden van de lokalen, het opnemen van verklaringen enz.) De boetes die worden opgelegd in het mededingingsrecht zijn de hoogste uit het hele Unierecht. De Commissie kan eveneens dwangsommen opleggen op basis van artikel 24 van de verordening.
De Commissie heeft in 2006 richtsnoeren uitgevaardigd. Deze richtsnoeren vervangen die van 1998 en geven een verdere uitwerking aan boetes die worden opgelegd wegens een miskenning van artikel 101-102 VWEU.
Het basisbedrag wordt gevormd door het percentage van de waarde van de betrokken verkopen. Het percentage dat op de betrokken verkopen van de onderneming wordt toegepast, kan tot 30% bedragen, afhankelijk van de ernst van de inbreuk, die op zijn beurt afhankelijk is van een aantal factoren, zoals de aard van de inbreuk, de geografische reikwijdte en de vraag of de inbreuk is geïmplementeerd. Voor kartels bedraagt het relevante percentage doorgaans tussen 15 en 20%. Dit basisbedrag wordt vermenigvuldigd met de duur van het gedrag (het aantal jaren en maanden).
Dit basisbedrag wordt verhoogd  of verlaagd naargelang het gaat om verzwarende (bv. kopstuk, recidive of belemmering van  het onderzoek) of verzachtende (bijvoorbeeld beperkte rol) omstandigheden.
Het maximumbedrag van de boete bedraagt 10 % van de omzet per inbreuk.
Een eventuele verdere verlaging kan worden bekomen in geval van:
- clementie: 100 % voor de eerste, tot 50 % voor de tweede, 20 tot 30 % voor de derde en tot 20 % voor de daarnakomenden
- een schikking: 10 %
- een onvermogen te betalen.